# Bryum miserum
Bryum miserum är en bladmossart som beskrevs av Jules Cardot 1905. Bryum miserum ingår i släktet bryummossor, och familjen Bryaceae. Inga underarter finns listade i Catalogue of Life.